# Naby Yattara
Naby-Moussa Yattara (Conakry, 1984. január 12. –) guineai labdarúgó, a francia Stade Beaucairois kapusa.

## Pályafutása

### A válogatottban
2007 októberében mutatkozott be a guineai válogatottban a Szenegál elleni mérkőzésen. Részt vett a  a 2008-as, a 2012-es és a 2015-ös 2008-as afrikai nemzetek kupáján.

## Statisztika

### A válogatottban
2019. július 14-én frissítve.
| Guinea   | Guinea | Guinea |
| Év       | Mérk.  | Gólok  |
| -------- | ------ | ------ |
| 2007     | 2      | 0      |
| 2008     | 4      | 0      |
| 2009     | 3      | 0      |
| 2010     | 4      | 0      |
| 2011     | 8      | 0      |
| 2012     | 8      | 0      |
| 2013     | 2      | 0      |
| 2014     | 8      | 0      |
| 2015     | 8      | 0      |
| 2016     | 7      | 0      |
| 2017     | 3      | 0      |
| 2018     | 1      | 0      |
| 2019     | 1      | 0      |
| Összesen | 59     | 0      |